# 宇佐美晃三
宇佐美 晃三（うさみ こうぞう、1954年9月30日 - ）は、日本の政治家。岐阜県揖斐郡大野町長（4期）。元大野町会議員（1期）。

## 来歴
岐阜工業高等専門学校建築学科卒業。建築設計事務所代表を勤める。2007年04月17日告示、同年4月22日投票の大野町会議員選挙で当選し、大野町会議員を1期務める。
2010年2月16日告示、同年2月21日投票の大野町長選挙では無所属で立候補。無所属新人の飯沼信彦との一騎打ちを制し初当選。
※当日有権者数：人 最終投票率：62.34%（前回比：5.91pts）
| 候補者名   | 年齢 | 所属党派 | 新旧別 | 得票数  | 得票率 | 推薦・支持 |
| ---------- | ---- | -------- | ------ | ------- | ------ | ---------- |
| 宇佐美晃三 | 55   | 無所属   | 新     | 6,377票 | 57.36% |            |
| 飯沼信彦   | 57   | 無所属   | 新     | 4,741票 | 42.64% |            |

2014年2月4日告示の大野町長選挙では、2010年の選挙で落選した飯沼信彦が立候補を届け出たが同日中に取り下げたため、宇佐美晃三以外の立候補者が無く無投票で再選
2018年2月13日告示同年2月18日投票の大野町長選挙では、2010年の選挙と同じ飯沼信彦との一騎打ちとなり、再選。
※当日有権者数：18,931人 最終投票率：42.26%（前回比：20.08pts）
| 候補者名   | 年齢 | 所属党派 | 新旧別 | 得票数  | 得票率 | 推薦・支持 |
| ---------- | ---- | -------- | ------ | ------- | ------ | ---------- |
| 宇佐美晃三 | 63   | 無所属   | 現     | 6,931票 | 80.39% |            |
| 飯沼信彦   | 65   | 無所属   | 新     | 1,556票 | 19.61% |            |

2022年2月8日告示の大野町長選挙では宇佐美晃三以外の立候補者が無く無投票で再選。